# هیو دالبی
هیو دالبی (انگلیسی: Hugh Dolby؛ ۶ مارس ۱۸۸۸ – ژوئن ۱۹۶۴ (۷۶ ساله)) بازیکن فوتبال اهل بریتانیا بود.
از باشگاه‌هایی که در آن بازی کرده‌است می‌توان به باشگاه فوتبال چلسی و باشگاه فوتبال برنتفورد اشاره کرد.